# Angi Schiliró
Angi Schiliró est un musicien et guitariste de hard rock et heavy metal italien.

## Biographie
Angi Schiliro est né en Italie, et relocalisé en Suisse. Il est d'abord membre de groupes tels que Stormbringer, Paganini, Zero ou Kingdom Come. Mais il a également écrit des chansons pour China Moses et sa musique illustre certaines bandes sonores de films telles que celle de Mona Lisa (1986) ou Le Quatrième protocole (1987). 
En 1992, ils publient l'album White Lady, qu'il enregistre avec Enzo Butta à la guitare basse, Tommy Patrick aux claviers et Vito Cecere aux percussions. L'édition française de l'album White Lady est accompagnée d'un CD bonus. Le deuxième opus, White Lady, est publié en 1994 et ajoute Claudio Schiliro à la voix, David Pisano aux claviers et Diego Rapacchietti aux percussions. Angi Schiliro effectue une tournée de promotion avec son groupe homonyme composé du bassiste Enzo Buttá, de son frère Claudio Schiliro pour la voix, du batteur Diego Rapacchietti et du claviériste David D'Metrio qui ne dure qu'un temps, jusqu'en 1995.
En 2015, il participe aux morceaux de guitare solo sur la chanson Siento dolor, issue de l'album Mi Religión du groupe Manzano, duquel il fait partie,.